# يو مين
يو مين (بالصينية: 于敏) (بالصينية: 于 敏 ؛ 16 أغسطس 1926 - 16 يناير 2019) عالم فيزياء نووية، وأكاديمي في أكاديمية العلوم الصينية (CAS)، ولد في تيانجين في أغسطس 1926. وكان معروفا لتطويره القنبلة الهيدروجينية.
توفي يو في بكين في 16 يناير 2019 ، عن عمر يناهز 92 عامًا.